# DIN 47100
Niemiecka norma DIN 47100 określa sposób znakowania poszczególnych żył kabli telekomunikacyjnych przez system kolorów, przyporządkowujący każdemu numerowi żyły odpowiedni układ kolorów. Izolacja początkowych żył ma jednolity kolor, podczas gdy kolejne żyły mają naprzemienne, kolorowe pasy. Choć norma ta została wycofana w listopadzie 1998, a na jej miejsce nie wprowadzono nowej normy, zalety tego systemu oznakowania sprawiają, że jest on wciąż powszechnie stosowany przez wielu producentów kabli sygnałowych. 
Zalety oznaczeń kolorystycznych w porównaniu do oznaczeń cyfrowych:
- zachowują czytelność nawet na bardzo cienkich żyłach (nie ma konieczności zmniejszania czcionki)
- umożliwiają wyższą powtarzalność oznakowania (w przeciwieństwie do liczb kolory nie zlewają się ze sobą)
- oznakowanie jest widoczne na całej płaszczyźnie kabla (numeracja za pomocą cyfr jest widoczna tylko pod odpowiednim kątem)

| Identyfikacja żył według DIN 47100 |                    |                     |         |                           |                     |
| Nr żyły                            | Kolor izolacji     | Oznaczenie literowe | Nr żyły | Kolor izolacji            | Oznaczenie literowe |
| 1                                  | biały              | WH                  | 31      | zielono-niebieski         | GNBU                |
| 2                                  | brązowy            | BN                  | 32      | żółto-niebieski           | YEBU                |
| 3                                  | zielony            | GN                  | 33      | zielono-czerwony          | GNRD                |
| 4                                  | żółty              | YE                  | 34      | żółto-czerwony            | YERD                |
| 5                                  | szary              | GY                  | 35      | zielono-czarny            | GNBK                |
| 6                                  | różowy             | PK                  | 36      | żółto-czarny              | YEBK                |
| 7                                  | niebieski          | BU                  | 37      | szaro-niebieski           | GYBU                |
| 8                                  | czerwony           | RD                  | 38      | różowo-niebieski          | PKBU                |
| 9                                  | czarny             | BK                  | 39      | szaro-czerwony            | GYRD                |
| 10                                 | fioletowy          | VT                  | 40      | różowo-czerwony           | PKRD                |
| 11                                 | szaro-różowy       | GYPK                | 41      | szaro-czarny              | GYBK                |
| 12                                 | czerwono-niebieski | RDBU                | 42      | różowo-czarny             | PKBK                |
| 13                                 | biało-zielony      | WHGN                | 43      | niebiesko-czarny          | BUBK                |
| 14                                 | brązowo-zielony    | BNGN                | 44      | czerwono-czarny           | RDBK                |
| 15                                 | biało-żółty        | WHYE                | 45      | biało-brązowo-czarny      | WHBNBK              |
| 16                                 | żółto-brązowy      | YEBN                | 46      | żółto-zielono-czarny      | YEGNBK              |
| 17                                 | biało-szary        | WHGY                | 47      | szaro-różowo-czarny       | GYPKBK              |
| 18                                 | szaro-brązowy      | GYBN                | 48      | czerwono-niebiesko-czarny | RDBUBK              |
| 19                                 | biało-różowy       | WHPK                | 49      | biało-zielono-czarny      | WHGNBK              |
| 20                                 | różowo-brązowy     | PKBN                | 50      | brązowo-zielono-czarny    | BNGNBK              |
| 21                                 | biało-niebieski    | WHBU                | 51      | biało-żółto-czarny        | WHYEBK              |
| 22                                 | brązowo-niebieski  | BNBU                | 52      | żółto-brązowo-czarny      | YEBNBK              |
| 23                                 | biało-czerwony     | WHRD                | 53      | biało-szaro-czarny        | WHGYBK              |
| 24                                 | brązowo-czerwony   | BNRD                | 54      | szaro-brązowo-czarny      | GYBNBK              |
| 25                                 | biało-czarny       | WHBK                | 55      | biało-różowo-czarny       | WHPKBK              |
| 26                                 | brązowo-czarny     | BNBK                | 56      | różowo-brązowo-czarny     | PKBNBK              |
| 27                                 | szaro-zielony      | GYGN                | 57      | biało-niebiesko-czarny    | WHBUBK              |
| 28                                 | żółto-szary        | YEGY                | 58      | brązowo-niebiesko-czarny  | BNBUBK              |
| 29                                 | różowo-zielony     | PKGN                | 59      | biało-czerwono-czarny     | WHRDBK              |
| 30                                 | żółto-różowy       | YEPK                | 60      | brązowo-czerwono-czarny   | BNRDBK              |